# Cesny-aux-Vignes
Cesny-aux-Vignes ist eine französische Gemeinde mit 419 Einwohnern (Stand: 1. Januar 2022) im Département Calvados in der Region Normandie. Die Gemeinde gehört zum Arrondissement Caen und zum Kanton Troarn. Die Einwohner werden Cireniens genannt.

## Geografie
Cesny-aux-Vignes liegt etwa 17 Kilometer südöstlich von Caen. Umgeben wird Cesny-aux-Vignes von den Nachbargemeinden
- Mézidon Vallée d’Auge mit Croissanville im Norden und Vieux-Fumé im Süden,
- Ouézy im Osten,
- Valambray mit Airan im Westen.

## Bevölkerungsentwicklung
| Jahr      | 1962 | 1968 | 1975 | 1982 | 1990 | 1999 | 2006 | 2018 |
| Einwohner | 151  | 156  | 352  | 516  | 532  | 496  | 297  | 417  |

Quelle: INSEE

## Sehenswürdigkeiten
- Kirche Saint-Pierre, 1870 erbaut
- Schloss aus dem 18./19. Jahrhundert, Monument historique seit 1977

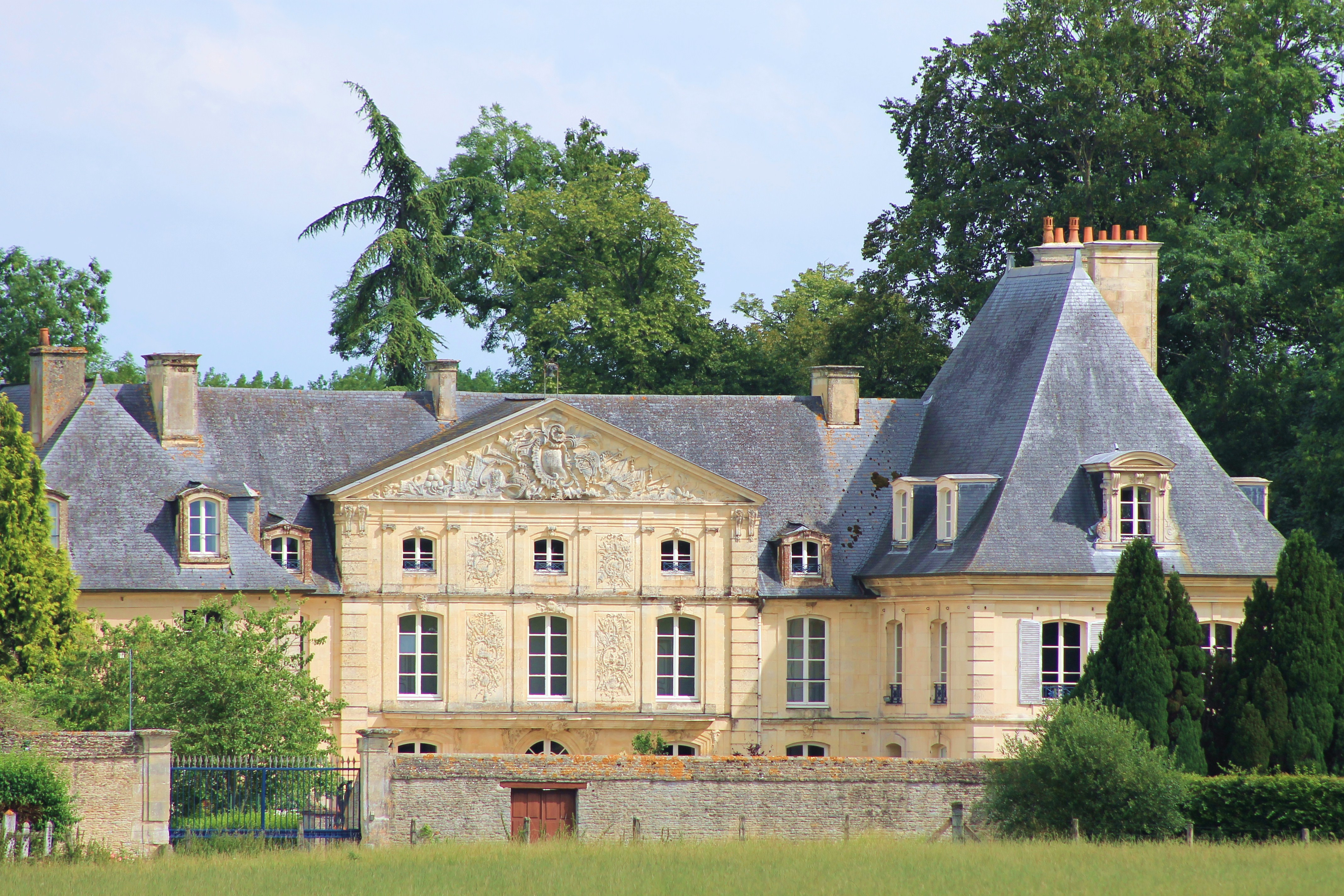
Schloss